# ルミカ (女性シンガー)
ルミカ（るみか、1986年5月31日 - ）は、日本の女性シンガーである。
ラジオ番組のパーソナリティ等の活動を経て、2009年、自身がいじめに遭った体験を基にした『door』でデビュー。全国の74箇所を回る「いじめ74（なし）ツアー」を行なっている（2010年12月、74箇所目で行ない、完結）。活動は朝日新聞「ひと」コーナーでも採り上げられた（2010年12月19日付け『いじめ74（なし）ツアーで全国を回る歌手　ルミカさん』）。
現在、ベイエフエムにて「100％ルミカです。」を担当。